# Приходько, Владимир Иванович (актёр)
Владимир Иванович Приходько (24 октября 1933, Мерефа, Харьковская область, УССР — 10 июня 2023, Мерефа, Харьковская область, Украина) — советский актёр, снявшийся более чем в 50-ти фильмах, признанный мастер эпизода.
Самые известные фильмы с В. Приходько: «Операция «Ы» и другие приключения Шурика» (1965) — пятнадцатисуточник, «Трактир на Пятницкой» (1977) — роль Митрича, «Война и мир» (1965—1967) — роль солдата-запевалы, «Джентльмены удачи» (1971) — водитель, «Рождённая революцией» (1977) — роль диверсанта в одной из серий, "Версия полковника Зорина" (1978) - пожилой грузчик, "Опасный возраст" (1981) - новый жилец квартиры Родимцевых и др.

## Биография
Владимир Иванович Приходько родился 24 октября 1933 года в городе Мерефа Харьковской области, Украинской ССР.
Получая своё первое профессиональное образование, Владимир Приходько не задумывался об актёрской карьере. В 1951 году поступил в Харьковскую торгово-кулинарную школу, после её окончания устроился на завод и после работы посещал вечернюю школу. В этот период Владимир начал серьёзно заниматься футболом. В 1950 и в 1951 годах играл за юношескую команду «Строитель» (ныне «Авангард») Мерефа — одну из сильнейших в области среди сверстников. В 1953 году был приглашён в основной состав футбольного клуба «Строитель» («Авангард») Мерефа, выступая за который он получил  спортивный разряд. В 1955 году его пригласили в «Авангард» («Металлист») Харьков, однако под конец сезона он получил травму, после которой не смог играть на уровне команды мастеров. Залечивая травму, Приходько уехал в Пятигорск, где проработал с 1956 по 1958 годы. Весной 1958 года возвратился в Мерефу и неожиданно получил приглашение играть за команду футбольного клуба города Шахты, выступающую во второй лиге. Тем не менее через несколько месяцев повторная травма окончательно оборвала надежды на карьеру футболиста.
Актёрская и театральная карьера Приходько началась спонтанно. Как вспоминает сам Владимир Иванович, однажды, проходя мимо театра имени Т. Шевченко, увидел объявление о наборе в театральную студию и решил зайти… По окончании Харьковской студии в 1961 году Приходько распределяют в Симферопольский драмтеатр. Впрочем, он решил там не задерживаться и поехал в Москву. Подрабатывал в театре имени К. Станиславского и добивался участия в съёмках на Мосфильме. В 1962 году был приглашён режиссёром С. Самсоновым на роль матроса в фильме «Оптимистическая трагедия».
Всего Владимир Приходько снялся более чем в 55-ти фильмах и стал признанным мастером эпизода. Дружил с Вячеславом Тихоновым и Людмилой Гурченко.
В 1991 году актёр, как и сам советский кинематограф, оказались невостребованными, и Владимир Иванович вернулся в город Мерефу под Харьковом, оставив после развода бывшей жене и дочке московскую квартиру.
Скончался 10 июня 2023 года в городе Мерефа в возрасте 89 лет. Похоронен на Артёмовском кладбище Мерефы.

## Фильмография
- 1987 — Дни и годы Николая Батыгина — Михалыч, городовой
- 1988 — Белые вороны — эпизод
- 1988 — Не забудь оглянуться — милиционер
- 1989 — Закон — человек с венком